# Jan Keja (musicus)
Johannes Fredericus (Jan) Keja, bekend als Joh.F. Keja, (Amsterdam, 9 juni 1881 – Amsterdam, 12 juni 1960) was een Nederlands (koor-)dirigent en op bescheidener schaal componist.
Hij was een zoon van winkelbediende Hendricus Adrianus Keja en Margaretha Maria Hesterman. Keja was tussen 1914 en 1928 (echtscheiding) getrouwd met Hanna Pinto; in 1929 hertrouwde hij met Hendrina Catharina Voerman. Zoon Jan Keja uit het tweede huwelijk trad eerst in de voetsporen van zijn vader, maar werd al snel filmregisseur.
Het zag er niet naar uit dat Keja sr. musicus werd, want hij werd opgeleid voor de handel (zijn militaire keuring vermeldt kruidenier). Al snel wendde hij zich tot de muziek en met name tot het dirigeren van koren. Of hij daartoe een opleiding had gevolgd, is niet (meer) bekend. Dat combineerde hij met zijn socialistische achtergrond. Hij stond dan ook relatief vaak voor koren aangesloten bij de "Bond van Arbeiderszangverenigingen".
Dat socialisme is ook terug te vinden in zijn werk als componist. Hij zette enige teksten van socialistische schrijvers, waaronder Herman Gorter, op muziek. Hij zette muziek onder diens Mei, Stort, o Arbeiders en Zooals de wolken en schreef zelf Fascisme is moord.
Hij was bestuurslid bij de Nederlandse Dirigentenorganisatie en had zitting in de Commissie tot voorbereiding van de Nederlandse Federatie van Beroepsverenigingen van Kunstenaars. Hij wordt veelvuldig genoemd in De Vegetarische Bode als ook binnen de kring van geheelonthouders; één van zijn koren had als naam "De Onthouders-Stem".
Keja overleed wonende in Duivendrecht op 79-jarige leeftijd in het Burgerziekenhuis in Amsterdam-Oost. Hij werd gecremeerd op Westerveld. Zijn overlijden was landelijk nieuws.